# 1937 v loďstvech
Tento článek obsahuje významné události v oblasti loďstev v roce 1937.

## Lodě vstoupivší do služby
- 15. dubna –  Jean de Vienne – lehký křižník třídy La Galissonnière
- 1. května –  Dunkerque – bitevní loď třídy Dunkerque
- 11. května –  ORP Grom – torpédoborec třídy Grom
- 14. května –  EML Lembit – ponorka třídy Kalev
- 30. září –  USS Yorktown (CV-5) – letadlová loď třídy Yorktown
- 25. října –  Marseillaise – lehký křižník třídy La Galissonnière
- 25. listopadu –  ORP Błyskawica – torpédoborec třídy Grom
- 4. prosince –  Montcalm – lehký křižník třídy La Galissonnière
- 4. prosince –  Gloire – lehký křižník třídy La Galissonnière
- 4. prosince –  Georges Leygues – lehký křižník třídy La Galissonnière
- 29. prosince –  Sórjú – letadlová loď stejnojmenné třídy